# Participação dos Povos Nativos na independência da América Cisplatina
O Papel dos Povos Nativos na Independência da América Cisplatina
A independência da América Cisplatina, atualmente conhecida como Uruguai, foi um processo político marcado por diferentes projetos de poder, entre os quais se destacam o luso-brasileiro, o centralista de Buenos Aires e o federalista liderado por José Artigas. Nesse contexto de lutas políticas e sociais, os povos indígenas, como os Charruas, Minuanos e Guaranis, desempenharam um papel ativo e estratégico.
Segundo a tese de Karina Moreira Ribeiro da Silva e Melo, os povos indígenas não foram meros coadjuvantes ou vítimas passivas nesse processo, mas sim sujeitos históricos ativos que se envolveram de maneira autônoma nas lutas militares e políticas da época. A aproximação com o projeto artiguista, que visava a criação da Confederação dos Povos Livres, foi um dos principais fatores que motivou a participação indígena, especialmente na defesa de seus territórios e na busca por maior autonomia.
A Aliança com o Projeto Artiguista
José Artigas, líder do movimento federalista, promoveu uma agenda política inclusiva que, embora não tivesse uma proposta explicitamente indigenista, englobava a redistribuição de terras e a autonomia das províncias. Essa proposta foi vista como uma oportunidade para os povos indígenas, especialmente os Minuanos e Charruas, que estavam em constante luta para proteger suas terras e garantir seus direitos. Artigas conseguiu articular uma aliança com esses povos ao incluir negros, mestiços, camponeses e indígenas em seu projeto político. Essa união visava uma alternativa à dominação imperial e centralista, algo que atraiu os povos originários para o lado artiguista (Melo, p. 80–81).
O Protagonismo Indígena na Resistência
A atuação dos povos indígenas não se limitou à simples adesão ao movimento. Eles desempenharam papéis importantes nos combates e na resistência, utilizando seu conhecimento territorial, apoio logístico e força militar. A participação indígena foi significativa tanto nas campanhas de resistência contra os portugueses e brasileiros quanto nas lutas internas pelo controle da região. Melo destaca que, longe de serem submissos, os indígenas participaram com autonomia e agência, fazendo escolhas estratégicas que estavam alinhadas com seus interesses de preservação territorial e autonomia cultural (Melo, p. 83–85).
Além disso, os indígenas também participaram de redes políticas locais, formando alianças com outros setores marginalizados da sociedade. Essa participação ativa mostra que os povos indígenas estavam imersos na dinâmica política da época, negociando sua posição entre os diferentes projetos de poder, como o luso-brasileiro e o artiguista.
Exclusão e Repressão Pós-Independência
Com a derrota de Artigas e a consolidação do Estado uruguaio sob a influência do Império do Brasil, os povos indígenas enfrentaram um processo de repressão e exclusão. O novo projeto estatal, que buscava construir uma identidade nacional uruguaia, passou a negar a diversidade étnica e a aplicar políticas de apagamento cultural. A matança dos Charruas em 1831, uma das maiores tragédias da história indígena na região, simboliza esse processo de exclusão e marginalização.
O massacre dos Charruas, comandado pelo governo uruguaio, resultou no extermínio de uma parte significativa dessa população indígena, marcando o fim de sua participação nas lutas pela independência e o início de um processo de invisibilização dos povos indígenas na nova nação (Melo, p. 91–93). A partir desse momento, os povos originários foram sistematicamente excluídos das narrativas históricas oficiais e suas contribuições para a independência foram apagadas.
Reflexões sobre a Memória Histórica
Karina Melo propõe uma releitura crítica da história, que reconheça a atuação dos povos indígenas como agentes ativos na luta pela independência da América Cisplatina. A autora critica a memória oficial uruguaia, que construiu uma imagem de um país "sem indígenas", negligenciando o protagonismo dos povos originários no processo de independência. Para Melo, a independência não significou a liberdade para os povos indígenas, mas sim o início de um novo ciclo de exclusão e repressão institucionalizada (Melo, p. 94–95).
Conclusão
O estudo de Karina Moreira Ribeiro da Silva e Melo oferece uma análise detalhada e necessária sobre o papel dos povos indígenas na independência da América Cisplatina. Ao colocar em evidência a atuação desses povos nas lutas políticas e militares, a autora resgata sua importância histórica e denuncia o processo de exclusão e apagamento de sua memória. A análise de Melo abre caminho para uma narrativa mais inclusiva e atenta aos sujeitos indígenas, que foram fundamentais na formação da região, mas cujas contribuições foram, por muito tempo, silenciadas.